# 中国科学院蘭州支部
中国科学院蘭州支部（ちゅうごくかがくいんらんしゅうしぶ）は中国科学院の機関であり、甘粛省と青海省にある中国科学院の科学研究部門との連絡と調整を担当している。

## 歴史
- 1953年 - 中国科学院北西支部の準備委員会が設立された。
- 1958年 - 中国科学院蘭州支部に改称。
- 1962年9月 - 中国科学院陝西支部と合併し、中国科学院西北支部となった。
- 1978年 - 蘭州支部が復活。